# 빅 샌디 슈퍼스토어 아레나
빅 샌디 슈퍼스토어 아레나(Big Sandy Superstore Arena)는 미국 웨스트버지니아주 헌팅턴에 위치한 실내 경기장이다. 과거 ECHL 헌팅턴 블리자드의 홈경기장으로 사용했다.